# Balthasar Prandtstätter
Balthasar Prand(t)stätter (* um 1690; † 1756) war ein österreichischer Bildhauer des Barock aus der steirischen Stadt Judenburg, der eine Bildhauer- und Schnitzwerkstätte gründete.

## Leben
Prandtstätter wurde am 1. Januar 1717 Bürger der Stadt Judenburg. Er gründete eine florierende Bildhauer- und Schnitzwerkstätte in Judenburg. Nach seinem Tod ehelichte sein Mitarbeiter Johann Nisch(e)lwitzer (1722–1776/78) die Witwe des Meisters und führt die Werkstatt weiter. Von 1717 bis 1778 wurden zahlreiche Kirchen und Kapellen in der Obersteiermark, aber auch in Kärnten, mit Altären und Statuen aus dieser Werkstätte ausgestattet. Als Höhepunkt ihrer gemeinsamen Schaffensperiode gelten die überlebensgroßen Apostelfiguren in der Stadtpfarrkirche Judenburg (um 1750). Der Nachfolger von Johann Nischlwitzer, Georg Panzer († 1825), wurde wegen fehlender künstlerischer Aufträge Tischlermeister.
Prandtstätter gehörte dem Stadtrat an und verstarb zwischen April und Oktober des Jahres 1756.

## Werke
- 1740/1750 Figuren in der Pfarrkirche Bretstein
- Statuen in der Kalvarienbergkirche Judenburg
- Seitenaltar in der Pfarrkirche St. Johann am Tauern